# FAM241B
FAM241B (англ. Family with sequence similarity 241 member B) – білок, який кодується однойменним геном, розташованим у людей на короткому плечі 10-ї хромосоми. Довжина поліпептидного ланцюга білка становить 121 амінокислот, а молекулярна маса — 13 238.
| 10         |  | 20         |  | 30         |  | 40         |  | 50         |
| ---------- |  | ---------- |  | ---------- |  | ---------- |  | ---------- |
| MVRILANGEI |  | VQDDDPRVRT |  | TTQPPRGSIP |  | RQSFFNRGHG |  | APPGGPGPRQ |
| QQAGARLGAA |  | QSPFNDLNRQ |  | LVNMGFPQWH |  | LGNHAVEPVT |  | SILLLFLLMM |
| LGVRGLLLVG |  | LVYLVSHLSQ |  | R          |  |            |  |            |

A: Аланін

D: Аспарагінова кислота

E: Глутамінова кислота

F: Фенілаланін

G: Гліцин

H: Гістидин

I: Ізолейцин

L: Лейцин

M: Метіонін

N: Аспарагін

P: Пролін

Q: Глутамін

R: Аргінін

S: Серин

T: Треонін

V: Валін

W: Триптофан

Кодований геном білок за функцією належить до фосфопротеїнів. 
Задіяний у такому біологічному процесі, як альтернативний сплайсинг. 
Локалізований у мембрані.